# Kívánj akármit!
A Kívánj akármit! 1962-ben bemutatott magyar rajzfilm, amelynek rendezője Nepp József. A forgatókönyvet Kovásznai György írta, a zenéjét Kovács Mátyás szerezte. A rövidfilm a Pannónia Filmstúdió gyártásában készült.

## Rövid tartalom
Öcsi fél bevenni a keserű orvosságot, ezért a Varázsló segítségét kéri, de Nincs-Itt-Semmi országot is hamar megunja, pedig ott minden kívánsága teljesül. Ezért inkább az orvosság mellett dönt.

## Alkotók
- Rendezte és tervezte: Nepp József
- Írta: Kovásznai György
- Zenéjét szerezte: Kovács Mátyás
- Operatőr: Neményi Mária, Velebil Zsuzsa
- Hangmérnök: Bélai István
- Vágó: Czipauer János

Készítette a Pannónia Filmstúdióban

## Szereplők
- Öcsi: Seregi Zoli
- Varázsló: Sinkovits Imre